# GasGas

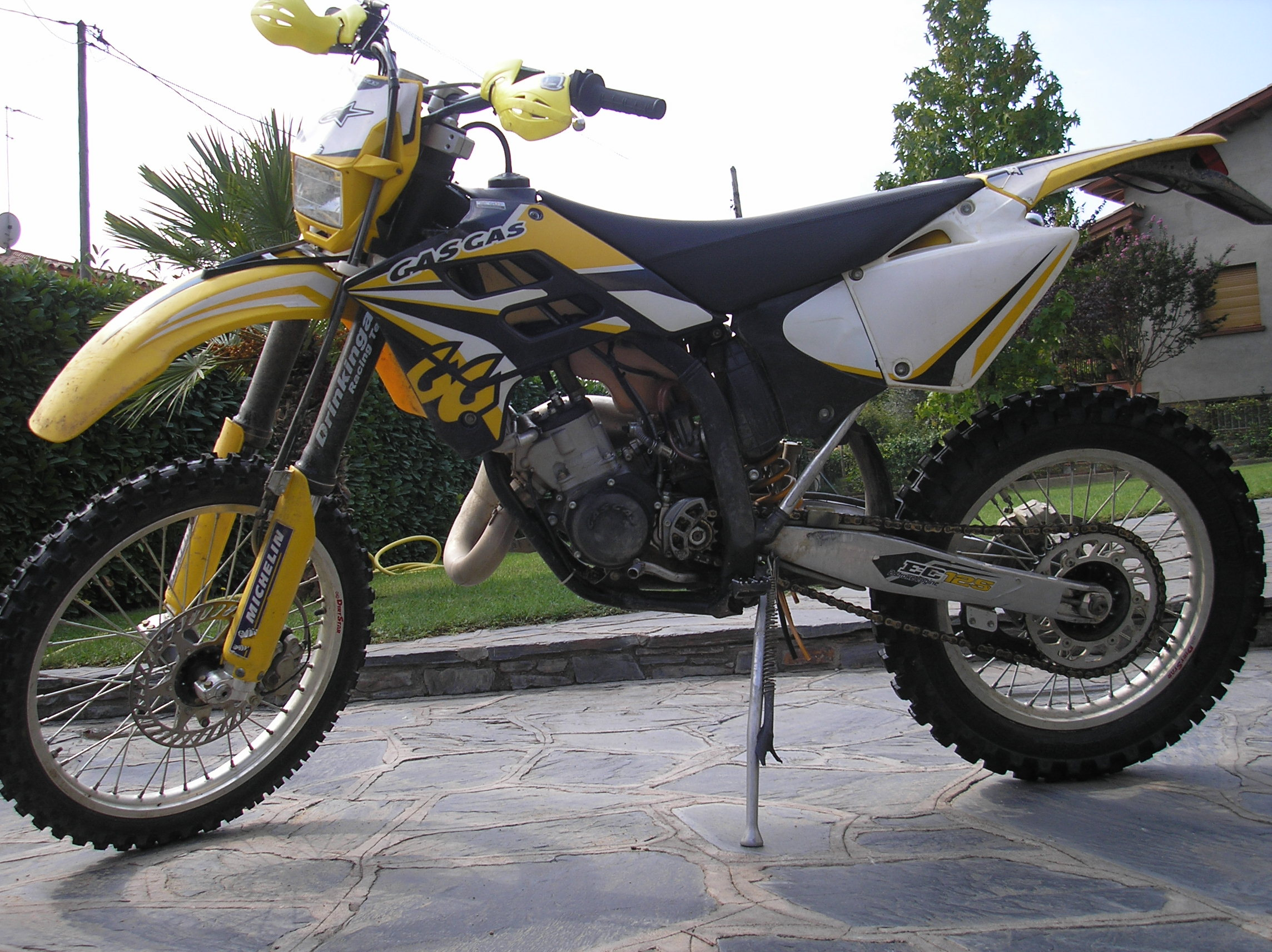
GasGas EC 125 enduromotor uit 2006

GasGas is een merk van motorfietsen.
GasGas is een Spaans bedrijf van Josep Pibernat en Narcis Casas, gevestigd even buiten Girona. Het bedrijf begon als Bultaco-dealer, later werden Italiaanse SWM’s geïmporteerd. Toen SWM net als Bultaco failliet ging begon GasGas in 1987 zelf met groot succes trialmotorfietsen te maken. Men gebruikte hiervoor de fabriek van Ignacio Bultó, die het merk Merlin tot die tijd had geproduceerd. Gas Gas gebruikt eigen motorblokken, maar ook blokken van Cagiva en TM.
In 2019 nam het Oostenrijkse KTM-Sportmotorcycles GmbH een belang van 60% in GasGas. KTM kreeg hierdoor toegang tot kennis van elektrische motoren. GasGas profiteerde van het bij KTM beschikbare kapitaal en het distributienetwerk van KTM en Husqvarna. GasGas ging voortaan modellen produceren die gebaseerd waren op KTM's. KTM had geen interesse in de voor de overname ontwikkelde modellen van GasGas. Hierdoor kon Rieju in 2020 de rechten overnemen van het enduro-platform van GasGas.